# Museo del Bandolero
El Centro de Interpretación Galería del Bandolero es un museo situado en el municipio de El Borge, en Málaga. Cuenta con material expositivo formado por un total de 1316 piezas y en su antigua ubicación en Ronda, registraba una media de 51.000 visitas anuales desde su puesta en marcha en mayo de 1995. 

## Descripción
Es el único museo que existe a nivel nacional que recoge y da a conocer distintos aspectos sobre el fenómeno social del bandolerismo a través de un itinerario que recorre zonas temáticas sobre los viajeros románticos, en la que se recopilancertificados de búsqueda y captura, además de fotografías de bandoleros conocidos como José María Hinojosa "El Tempranillo", Diego Corrientes Mateos, José Ulloa "Tragabuches" o Francisco Ríos González 'Francisco Ríos González'.
Además se representan distintas escenificaciones como 'Mesón', 'Secuestro' y 'Cueva' y en las que los bandoleros aparecen ataviados con el vestuario propio de la época que se reproduce. También hay una colección de cómic compuesta por más de 200 ejemplares fechados hacia 1940, en los que se narra la vida de los bandoleros.
Por otra parte, también se puede visitar una exposición de trajes, óleos, acuarelas y fotografías de los bandoleros más reconocidos por el público, así como algunos acontecimientos que protagonizaron muchos de ellos; así como de las fuerzas de seguridad que persiguieron a los bandoleros: la Guardia Civil.
El recorrido se completa con una amplia colección de armamento propio de los bandoleros tales como pistolas, navajas o polainas. Además, el museo también cuenta con una biblioteca que alberga más de 495 libros escritos por personajes que vivieron de cerca esta etapa de la historia y cuyas ediciones datan desde 1823 hasta la actualidad.